# Балерон

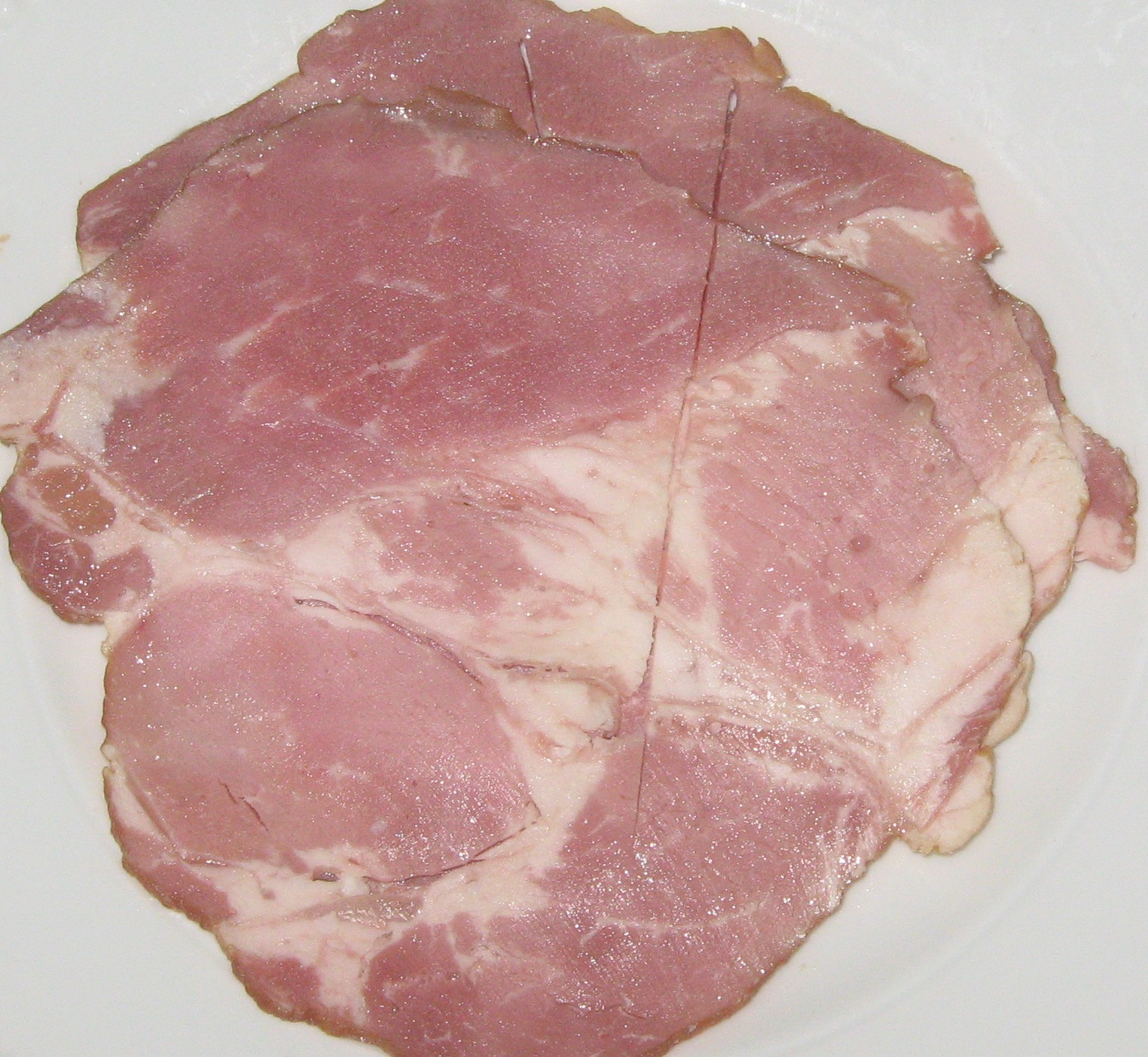
Шматочки балерону

Балерон — копченість (копчене м'ясо), виготовлена із сушеної та копченої свинячої шийки. Поруч із шинкою це найцінніша польська копченість. 

## Етимологія назви
«Словник польської мови» з 1898 року, який визначав балерон як «шинку в міхурі», дав етимологію у формі французького слова «paleron», що означає лопатку тварини. «Словник іноземних слів» 1980 р. повторює цю етимологію, вважаючи можливою, але неповною. Однак уже «Словник іншомовних слів нової редакції» від 1995 р. та «Універсальний словник польської мови» від 2008 р. вказують як етимологію назви балерон німецький провінціоналізм «Ballen-Rolle», де описано форму цієї ковбаси: «Rolle» — валик, а «Ballen» — це випираюче  на ньому «черевце» ефект від шнурування у виробничому процесі. 

## Технологія виробництва
Балерон є копченим м'ясом, тобто видом копченості, виготовленої із горловини свинини без кісток, повністю або великими частинами. М'ясну сировину отверджують, масажують, а потім поміщають або в кожух і шнурують, або в усадкову сітку. У такому вигляді після нанизування його коптять. Якщо кінцевий продукт повинен бути вареною шинкою, то після копчення продукт додатково пропарюють або готують і охолоджують. Якщо ця заключна фаза термічної обробки не використовується, то утворюється копчений балерон. Нарешті, готову шинку охолоджують. 
Шматочок шинки вагою 17 г забезпечує 26 ккал енергії, містить 2,6 г білка, 1,7 г жиру, 0,2 г вуглеводів і 0,1 г клітковини, що розраховується на 100 г продукту, даючи 150 ккал, 15 г білка, 10 г жиру, 1,3 г вуглеводів та 0,6 г клітковини при вмісті м'яса 80% у продукті. 
К. Станьчик в журналі «М'ясні технології» (пол. «Mięsne technologie») пише, що стара, традиційна технологія виробництва шинки дає вихід від 85% до 90% готового продукту, якщо неочищена сировина становить 100%. У свою чергу, підручник А. Ольшевського «Технологія переробки м’яса»  (пол. «Technologia przetwórstwa mięsa») подає ефективність промислового виробництва від 115% до 119%. 

## Реєстрація як традиційного продукту
Балерон зареєстрований Міністерством сільського господарства та розвитку села як традиційний продукт у 3 воєводствах: 
- Копчений балерон з Прошувек (Малопольське воєводство)[11]
- Копчений балерон з Мазурського м'ясного магазину (Вармінсько-Мазурське воєводство)[12]
- Надвепшанський балерон (Баранув, Люблінське воєводство)[13]